# Vinagre de poma
El vinagre de poma o vinagre de sidra de poma és un producte d'una sèrie de fermentacions a partir de suc de poma. Aquest producte orgànic s'obté afegint llevats al suc extret de pomes, perquè transformin els glúcids en alcohols. En una següent fase, els bacteris transformen aquests alcohols en àcids, com ara l'àcid acètic. Aquests productes finals, en combinar-se, són els que donen el característic sabor àcid del vinagre.
El vinagre de poma s'utilitza en condiments d'amanida, vinagretes, en la maionesa casera, etc. Fins i tot, es pot diluir en aigua i prendre com a beguda.
Hi ha estudis que demostren que el consum regular del vinagre de sidra de poma pot ajudar a mantenir o perdre pes corporal, l'índex de massa corporal, regular la glucosa en sang i els nivells de lípids, com el colesterol.

## Història
El vinagre de poma s'utilitza des de fa més de 5000 anys. De fet, a L'Antic Testament consta que una barreja amb mel i aquest vinagre sobre una ferida de la pell pot ajudar a protegir-la. A més, els Babilonis al segle VI dC produïen el vinagre tant per consum com per curar ferides.
Tot i que aquestes civilitzacions encara no sabien què era una fermentació, utilitzaven el seu mecanisme per produir el que avui dia coneixem com vinagre de poma. El seu descobriment va ser atzarós, ja que quan les pomes es deixaven sense cap conservant i en contacte amb l'aire, els microorganismes fermentadors com els bacteris o llevats precipiten sobre la fruita i duien a terme el seu procés catabòlic de convertir el sucre en àcid acètic.
A les civilitzacions més antigues, com ara a Egipte, el vinagre de poma es creia que tenia propietats curatives. De fet, s'utilitzava per tractar problemes digestius. També l'utilitzaven com a conservant d'aliments frescos. Actualment, aquesta tècnica encara és utilitzada i es coneix com escabetx.
Tanmateix, figures destacades de la història com ara Hipòcrates, van reconèixer els beneficis d'aquest producte. Li donaven diversos usos: neteja, cuina i fins i tot per obtenir els primers remeis per tractar malalties respiratòries. Aquest últim producte s'anomenava «oxymel».

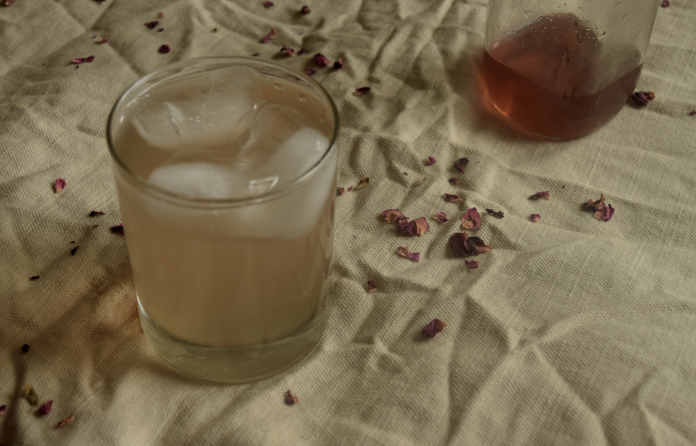
Posca. Beguda típica dels soldats romans feta a base de vinagre de poma

Pel que fa a l'època romana, l'ús del vinagre de poma ja estava molt estès, sobretot entre els soldats. Aquests utilitzaven el vinagre de poma per fer una beguda anomenada «posca», que era una barreja d'aigua i vinagre, i estava considerada com un refresc d'aquell temps.
Durant el segle xviii la influència del vinagre de poma va anar en augment, i va arribar a molts països. A més, la colonització de diversos continents per part dels europeus també va afavorir el seu ús arreu del món.
Tant és així, que fins que no es van començar a desenvolupar les medicines modernes al segle xx, el seu ús no es va reduir.
Al segle xxi, l'ús del vinagre de poma ha quedat reduït a condimentació i conservant pels aliments. Tot i això, hi ha estudis que demostren que aquest tipus de vinagre aporta molts beneficis en tractaments contra càlculs renals o per combatre l'obesitat, entre d'altres.

## Composició i valor nutricional
El vinagre de poma conté molts composts fitoquímics, com ara polifenols i diferents àcids com l'àcid acètic, l'àcid làctic o l'àcid cítric entre d'altres. Aquests composts proporcionen beneficis als consumidors, per exemple, propietats antimicrobianes, antioxidants (anticancerós) i antiinflamatòries. També conté vitamines (B i C), minerals i flavonoides. Podem destacar minerals com el potassi, magnesi, calci i fòsfor. Té un grau d'acidesa baix, al voltant d'un 5 per cent. Té un pH entre 2,83 i 3,21.
Respecte el valor nutricional, té un perfil baix en calories, amb un 94 per cent aigua. No conté greixos, proteïnes ni carbohidrats en quantitats rellevants (taula). En una porció de referència de 100 mL, aporta 4 Kcal i un contingut insignificant de micronutrients.
| Nutrient     | Per cada 100 mL de producte |
| ------------ | --------------------------- |
| Calories     | 4 Kcal                      |
| Greixos      | 0                           |
| Carbohidrats | 0,93 g                      |
| Sucres       | 0,4 g                       |
| Fibra        | 0                           |
| Proteïnes    | 0                           |
| Potassi      | 73 mg                       |
| Sodi         | 0                           |
| Ferro        | 0                           |
| Magnesi      | 0,25 mg                     |
| Calci        | 7 mg                        |
| Zinc         | 0,04 mg                     |

## Elaboració
L'elaboració d'aquest vinagre és àmpliament coneguda perquè permet la utilització de fruites de segona qualitat sense comprometre la qualitat del producte final.

### Extracció del suc de poma
Les pomes es porten a una banda de processament on primerament es renten i trituren per obtenir una massa amb llavors, tiges i pell. Després es premsarà, donant lloc a un suc inicial. Els residus d'aquesta primera extracció es sotmeten a una segona premsada amb aigua calenta, i se n'obté un suc secundari; aquest pas es fa amb premses pneumàtiques. Els sucs de primera i segona extracció es barregen per ser pasteuritzats i tractats, segons si es vol obtenir un suc clar o tèrbol.
Es recomana utilitzar les pomes més madures, ja que són les més riques en sucres amb possibilitat de ser fermentats, el que augmenta l'acidesa del vinagre finalment i, per tant, la seva qualitat.
Normalment, el material s'emmagatzema en un tanc submergit on comença el primer procés de fermentació a través del qual es subministra oxigen.

### Fermentacions

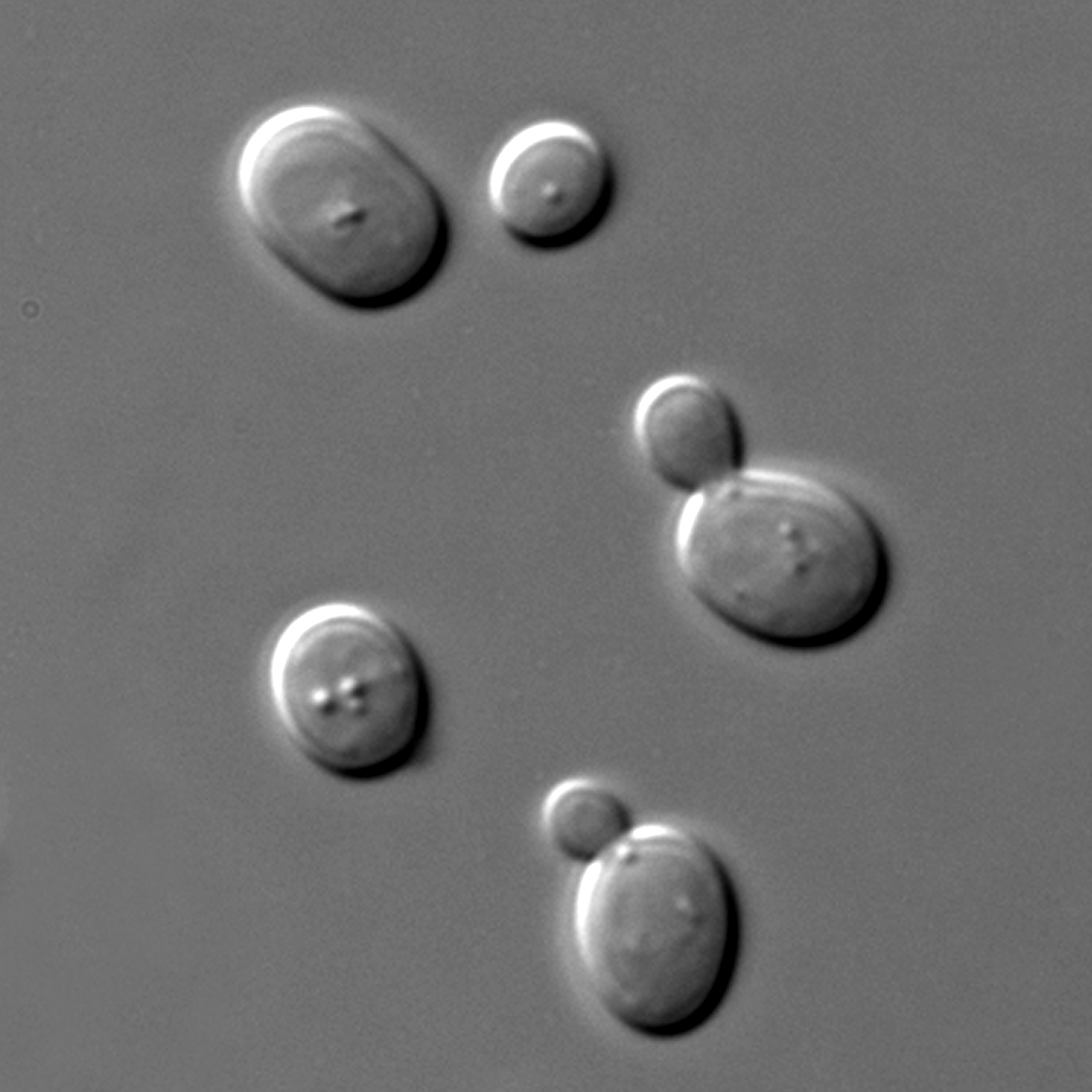
Saccharomyces cerevisiae, el llevat que s'utilitza per la fermentació alcòholica

El procés consta de dues fermentacions. La primera és una fermentació alcohòlica amb el llevat Saccharomyces cerevisiae, que converteix els sucres en alcohol. La segona és una fermentació acètica en què es fa servir el bacteri Acetobacter i l'alcohol es converteix en vinagre. Aquest darrer pas serveix per augmentar l'acidesa al producte. L'etanol produeix àcid acètic i vinagre. La mare del vinagre és un cultiu microbià no definit que queda al vinagre abans de la destil·lació i pasteurització.
Durant els processos de fermentació s'han de tenir en compte diferents variables, com ara la quantitat de sucre present en la fruita, perquè és directament proporcional a l'acidesa final del producte; els compostos volàtils o la quantitat d'aminoàcids, ja que aquesta és alterada pels microorganismes encarregats de dur a terme el procés. Un altre factor que cal tenir en compte és la temperatura de les reaccions; com més alta sigui, més ràpidament es duran a terme.

#### Fermentació alcohòlica

Glicòlisi

Durant aquest procés els llevats transformen els sucres, principalment la glucosa i fructosa que són presents al suc de poma, en etanol. Aquest és un procés similar al que seria la producció de cervesa o vi, ja que s'utilitza el mateix llevat, Saccharomyces cerevisiae.
El primer pas d'aquesta fermentació és la glicòlisi, que consisteix en una degradació de la fructosa i la glucosa mitjançant reaccions enzimàtiques de les quals s'obté piruvat. En aquesta reacció s'aconsegueixen dues molècules de piruvat.

Diagrama d'àcid pirúvic

Aquest procés es dona en el citoplasma de les cèl·lules de llevat, donat que els enzims que porten a terme aquesta degradació es troben allà. Aquest pas no requereix oxigen.
En la següent etapa un piruvat es transforma en acetaldehid, que dona lloc, al seu torn, a una molècula de diòxid de carboni que serà alliberada al medi. Aquest pas està catalitzat per l'enzim piruvat descarboxilasa. Un cop s'ha format l'acetaldehid, aquest és un altre cop transformat fins a arribar a tenir l'etanol. Es duu a terme mitjançant l'alcohol deshidrogenasa, un enzim que redueix el substrat convertint un NADH a NAD+. Aquest també és un procés anaeròbic, donat que els llevats prefereixen aquesta via de fermentació perquè els permet obtenir energia ràpidament sense dependre de cadenes respiratòries complexes, que requeririen oxigen.

Metabolisme de l'etanol

#### Fermentació acètica
Per a aquesta segona fermentació s'utilitzarà l'etanol produït per formar àcid acètic gràcies a l'acció d'Acetobacter, ja que aquest bacteri és capaç de metabolitzar-lo mitjançant una fosforilació a nivell de substrat.

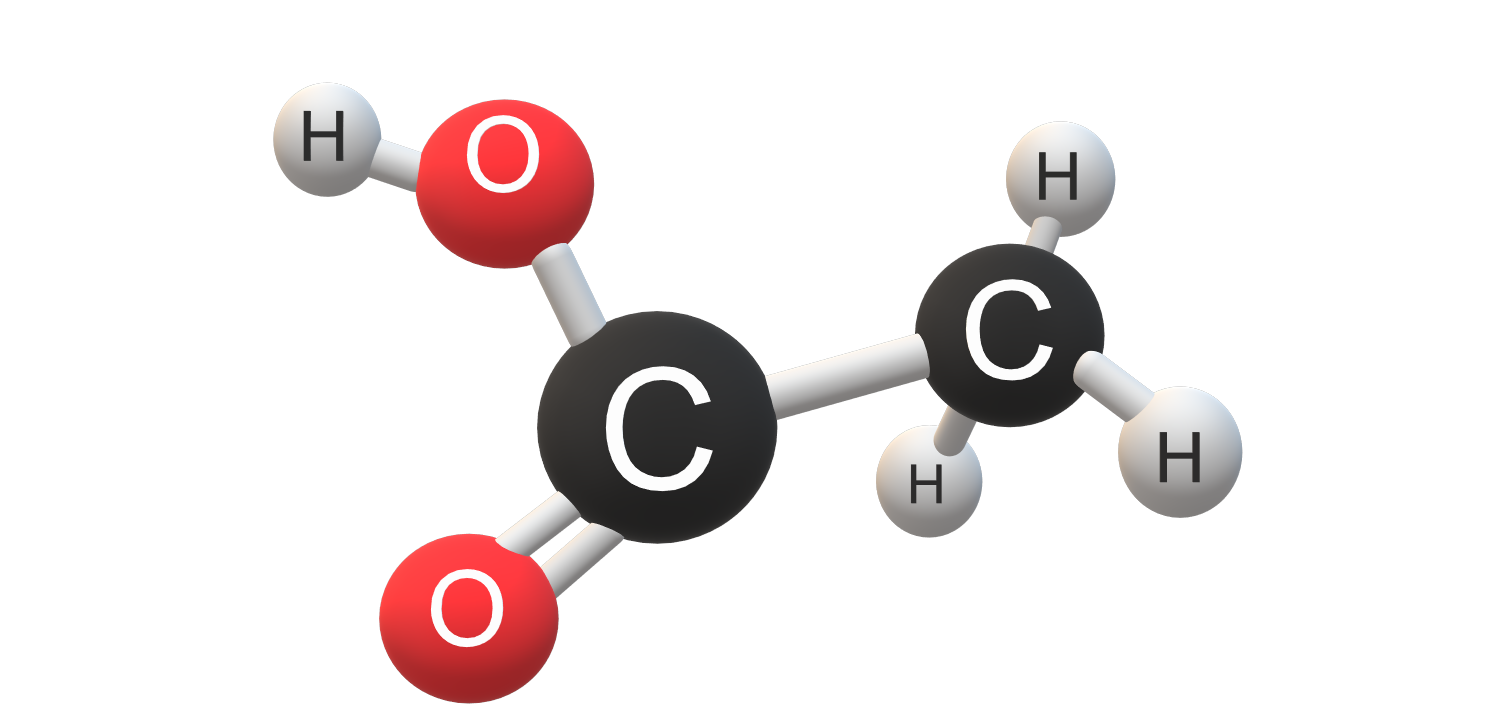
Àcid acètic del vinagre, estructura en 3D

Aquest procés és espontani, només s'ha d'assegurar que es donin les condicions adequades d'oxigenació; per tant, pot estar en agitació o s'hi pot afegir una bomba d'oxigen per accelerar el procés. La temperatura en la qual es pot dur a terme aquesta fermentació és entre 18-26 °C; és important evitar canvis sobtats de temperatura.

### Maduració

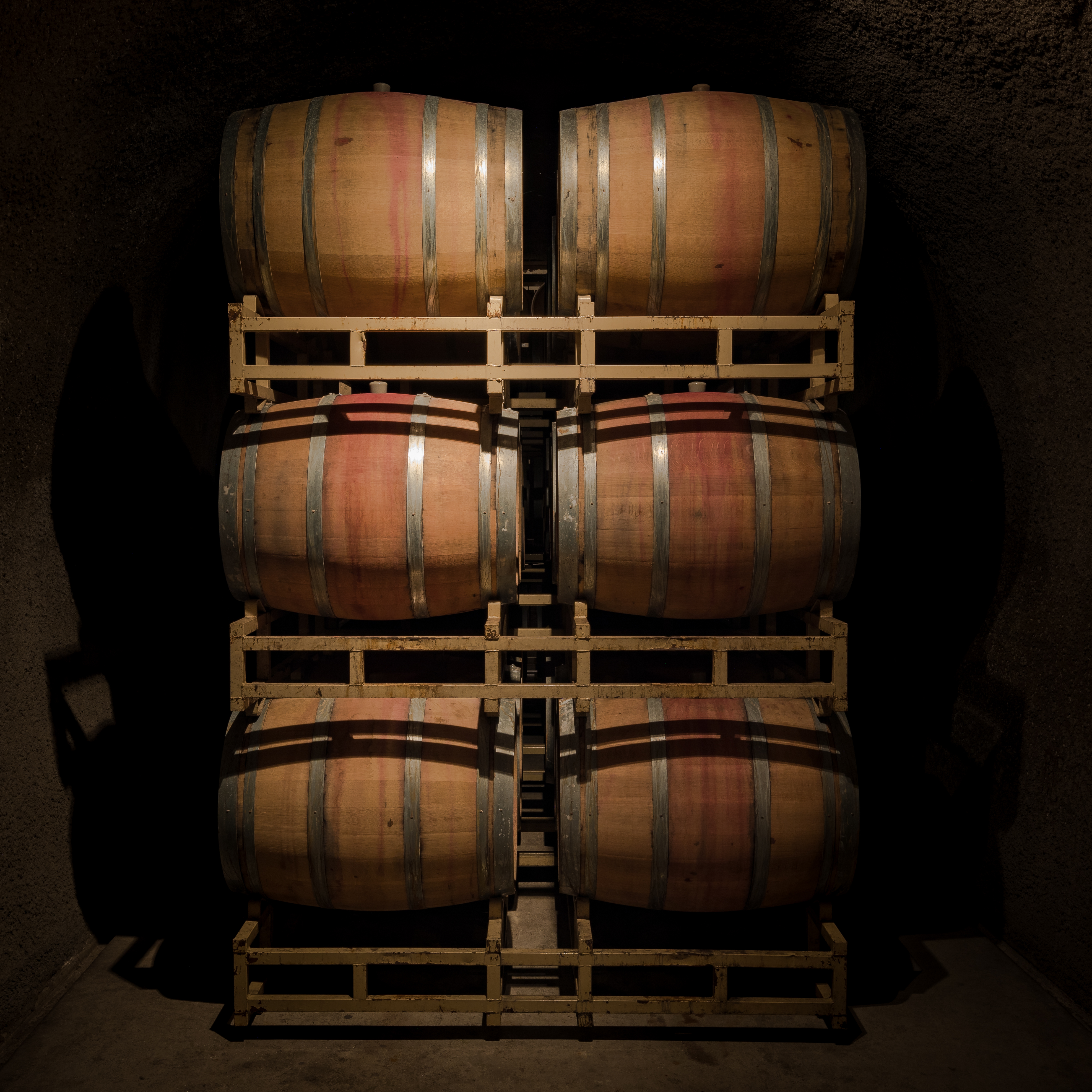
Barrils de fusta on es pot deixar madurar el vinagre

El pas de la maduració és fonamental en aquest procés per augmentar la qualitat del producte. En aquest pas es busca desenvolupar l'aroma i el sabor, aconseguint notes més complexes. Consisteix a deixar el producte reposar, preferiblement en barrils de fusta durant un temps indeterminat (pot ser des de sis mesos fins a dècades), ja que cada empresa ho fa de manera diferent.

### Purificació de l'àcid acètic
El següent pas és la purificació de l'àcid acètic per eliminar-ne les impureses com ara altres àcids, o restes sòlides amb mètodes com la filtració o qualsevol tipus de matèria orgànica en general. Existeixen diverses metodologies.

#### Decantació
Per separar el most dels residus sòlids, la decantació és un dels mètodes que es pot utilitzar. Aquest procés consisteix en aprofitar les diferents densitats dels productes que hi ha en una barreja heterogènia per separar-los. En aquest cas es disminueix la temperatura fins a uns 10-12 °C, amb l'objectiu d'endarrerir la fermentació, aquest fet permet que la part sòlida vagi separant-se gràcies a la força de la gravetat sense afectar gaire la qualitat del líquid ja fermentat.

#### Mètode del bromur d'etil

Esquema d'una destil·lació simple de dos líquids. 1: Font de calor 2: Matràs de destil·lació 3: Cap de destil·lació
4: Termòmetre 5: Condensador 6: Entrada d'aigua de refrigeració
7: Sortida d'aigua de refrigeració 8: Matràs receptor 9: Entrada de buit/gas
10: Receptor immòbil 11: Control de calor. 12: Control de velocitat de l'agitador
13: Placa d'agitació i escalfament 14: Bany d'escalfament (oli/sorra) 15: Barra agitadora/ grànuls anti-cops
16: Bany de refrigeració

Aquest mètode és una mica més complex que l'anterior i només es pot aplicar quan es volen separar dos líquids. Per començar, es barreja la solució aquosa que conté àcid acètic amb un líquid orgànic, en aquest cas, el bromur d'etil. El següent pas és posar la mescla en agitació fins que l'àcid acètic quedi ben distribuït entre les diferents fases. Després de l'agitació es deixa reposar la mescla i s'espera que les diferents fases se separin, ja que la majoria de l'àcid acètic quedarà dissolt en la fase orgànica, per tant, en el bromur d'etil. Finalment, s'ha de recuperar aquest àcid acètic que ja s'ha separat de la fase aquosa de la solució. En aquest moment, es poden utilitzar mètodes de purificació com la destil·lació.

#### Destil·lació
La destil·lació és un dels mètodes per separar dos líquids miscibles presents de manera homogènia en una solució. Aquest procés aprofita la diferència de les temperatures d'ebullició dels diferents components. Consisteix bàsicament a fer bullir la mescla fins que la substància més volàtil passi d'estat líquid a estat gasós. Un cop s'atrapi el vapor en un altre recipient, aquest es condensa per refredament aconseguint recuperar el líquid.

### Empaquetament
Un cop ja s'ha assolit la concentració d'àcid desitjada, s'ha de parar l'acció de l'Acetobacter, això es pot fer de dues maneres.

#### Pasteurització
A la pasteurització el producte final s'escalfa a uns 71 °C aproximadament durant 15 minuts. En aquestes condicions, tots els Acetobacter moren i s'evita que continuï la reacció de fermentació. Malgrat que es perdin les propietats beneficioses que aporten els microorganismes presents al producte, es mantenen perfectament les condicions de densitat i acidesa del producte, fent que aquest sigui perfecte per comercialitzar.

#### Sense pasteurització
En aquest cas s'ha d'emmagatzemar el vinagre en un ambient lliure d'oxigen i d'alcohol per evitar la fermentació; un exemple seria tancant una ampolla de vidre hermèticament. Una altra possibilitat és posar el producte amb una baixa temperatura, per evitar completament les reaccions químiques.

#### Envasament

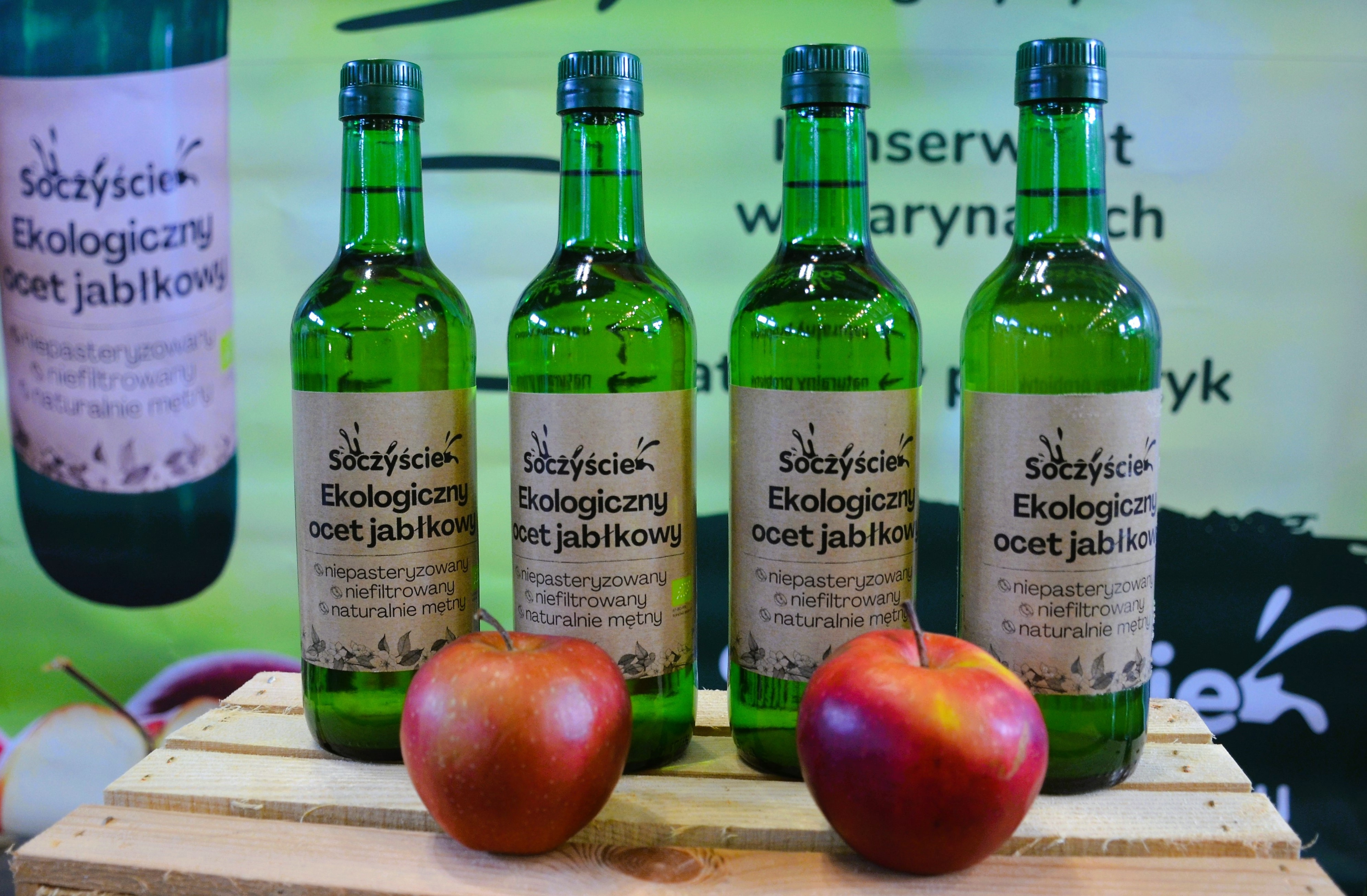
Ampolles de vinagre de poma

El vinagre s'ha d'envasar en ampolles netes i esterilitzades prèviament. Això és imprescindible per evitar que el producte es pugui contaminar o fer malbé. Les ampolles utilitzades poden ser tant de vidre com de plàstic, però, el més important perquè es conservi més temps és implementar un bon mecanisme de tancament hermètic que eviti vessaments, contaminació externa o el contacte amb l'oxigen. Per una altra banda, els vidres tintats milloren la conservació dels vinagres. Avui en dia les empreses estan preparades per omplir, tapar i etiquetar les ampolles de manera eficient i automatitzada.

#### Etiquetatge
Les etiquetes presents a les ampolles contenen informació sobre els ingredients del producte, la data de caducitat, la data de fabricació i com s'ha d'emmagatzemar el producte per afavorir-ne la conservació. Finalment, els productes llestos es guarden en condicions controlades fins que siguin distribuïts.

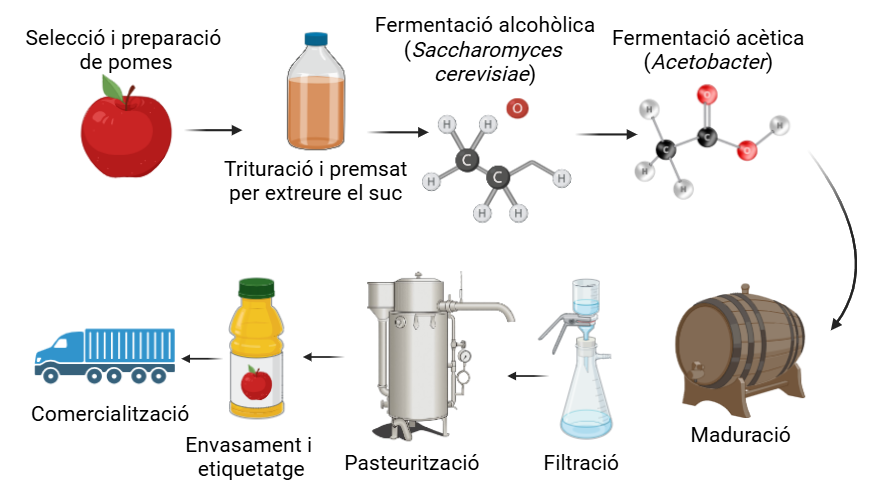
Esquema de producció del vinagre de poma

### Additius
Al vinagre de poma se li poden afegir additius per evitar el creixement bacterià o la pèrdua del color característic per compostos com el ferro, oxigen o procianidina, que fan que es torni més fosc. Els additius més usats són: 
| Compostos              | Activitat |
| ---------------------- | --- |
| SO2                    | Activitat antioxidant, és el més utilitzat sobretot en medis acídics que inhibeix la polimerització del polifenols.                                             |
| Àcid ascòrbic          | Té les mateixes propietats que el SO2, però només funciona a concentracions altes, en les quals pot trencar carbonils (pro-oxidants) per evitar l'enfosquiment. |
| Potassi ferrocianur    | Agent que elimina el ferro. |
| Àcid cítric            | Forma complexos amb els metalls per evitar la polimerització del polifenols.                                                                                    |
| Pectina i goma aràbiga | Eviten que el vinagre es posi tèrbol. |

## Comercialització
L'any 2023 es va calcular que el volum del mercat del vinagre de poma era de 1.160 milions de dòlars, i s'estima que en el 2028 sigui de 1.750 milions. Aquesta tendència a l'alça ha pres rellevància a partir de la pandèmia de la Covid-19, quan molta gent ha començat a preocupar-se més per la salut, per a aquest motiu la venda i el consum ha anat en augment.
Canadà és el país amb major consum de vinagre de poma, tot i que en els Estats Units estan molt a prop, ja que allà consideren que el vinagre de poma pot ajudar en la gestió de la diabetis per les seves propietats, les quals redueixen el sucre en sang (reduint els pics de glucosa després dels àpats).
Les grans empreses líders en la producció de vinagre de poma són originàries dels Estats Units. En primer lloc, destacar Bragg Live Food Products, empresa pionera en el sector del vinagre de poma. També destaca Goli Nutrition, empresa que ha revolucionar el sector amb uns suplements mastegables a base de vinagre de poma en forma de petits caramels de goma. A continuació, hi ha Dynamic Health Laboratories i Kraft Heinz Company. Aquesta última empresa és coneguda principalment pel seu ketchup, però també té una presència destacada en el sector del vinagre de poma, i és una de les empreses alimentàries més grans a escala mundial.
Les empreses han aconseguit distribuir els seus productes de vinagre de poma en diferents punts de venda, com ara botigues de productes naturals, supermercats, drogueries i plataformes online. Aquesta varietat de canals de distribució facilita l’accés al producte per part de més persones, de manera que les vendes per internet han permès a aquestes empreses arribar a consumidors de diferents regions, i ha contribuït al creixement del mercat en zones com Europa i la regió d'Àsia-Pacífic.
Així mateix, dels dos tipus de vinagre de poma que hi ha en el mercat, el filtrat té dominància davant de l'ecològic en els consumidors. A més de tenir una aparença més clara, el preu és més barat a causa de la facilitat de producció respecte a l'ecològic. El vinagre ecològic està fet amb pomes de cultiu ecològic i a més, no està filtrat, és a dir, conté la mare del vinagre. El vinagre filtrat pot estar fet amb pomes ecològiques o no, però aquest ha passat el procés de filtració.

## Bioreactors ideals per a la fermentació del vinagre de poma

Parts d'un bioreactor

La producció del vinagre de poma és un procés biotecnològic. Per optimitzar aquest procés i aconseguir una màxima eficiència, és fonamental escollir el bioreactor adequat. Entre els tipus de bioreactors més utilitzats es troben els de tanc agitat, tanc submergit i el de llit empaquetat. Cadascun d'aquests ofereix avantatges específiques en funció de l'oxigen, mescla i producció.

### Bioreactor de tanc agitat
El bioreactor de tanc agitat es àmpliament utilitzat gràcies a que està dissenyat per garantir una bona mescla dels components i una distribució homogènia de l'oxigen en el medi, factors essencials en la fermentació aeròbica, per exemple, la fermentació de l'àcid acètic. L'agitació mecànica contínua del tanc permet que les cèl·lules estiguin constantment en contacte amb l'aire, la qual cosa incrementa el rendiment del procés. Per una altra banda, aquest tanc permet controlar les condicions del medi com el pH, un factor crític en les fermentacions, ajuda a optimitzar-les sense que hi hagi producció de subproductes indesitjats ni inhibicions per producció d’àcids.
Un altre benefici d'aquest sistema és que pot ser utilitzar per a la producció industrial. A petita escala, els bioreactors de tanc agitat, s'utilitzen per a estudis de laboratori i per optimitzar condicions, però també es poden ampliar a produccions industrials sense perdre la seva eficiència.
Dintre dels bioreactors de tanc agitat podem destacar dos grups: els continus i discontinus.

#### Continu
Els bioreactors de tipus continu o RCTA  són els més utilitzats a la indústria actualment, ja que el bioreactor no s'ha de netejar constantment i permet una producció més elevada. El bioreactor pot estar en funcionament durant anys. A més, es pot afegir substrat de manera contínua i ininterrompuda i al mateix temps, es pot retirar el producte. Això és molt efectiu, perquè, l'àcid acètic és una toxina per a les cèl·lules en altes concentracions; en retirar aquesta substància, les cèl·lules del cultiu no es veuen perjudicades. Per una altra banda, al haver-hi entrades i sortides, es pot contaminar el bioreactor d'altres microorganismes, que poden degradar el producte o competir contra els microorganismes inoculats, en aquest cas es produiria una pèrdua econòmica molt elevada.

#### Discontinu
Els bioreactors de tipus discontinu o RDTA són els més fàcils i econòmics de posar en marxa ja que consisteix en inocular cèl·lules, afegir substrat i esperar a que el producte es vagi generant. Finalment, quan s'ha obtingut la concentració del producte necessària, es treu tot i es neteja el bioreactor. És a dir, en tot el bioprocés només s'alimenta un cop als microorganismes. Aquest procés funciona per cicles, per tant, en acabar un cicle hi ha molt temps mort fent que la producció sigui menys eficient. Que no hi hagi ni entrades ni sortides i que es netegi de manera constant afavoreix que el bioreactor i el producte mantinguin les propietats inicials evitant contaminacions.

### Bioreactor submergit
El bioreactor de tanc submergit és una altra opció molt utilitzada en la fermentació de vinagre de poma, especialment quan es busca produir a grans volums sota condicions estrictament controlades. En aquest tipus de sistemes els microorganismes com els bacteris de l'àcid acètic estan completament submergits en el medi líquid de fermentació. Aquest disseny permet una distribució homogènia de nutrients i oxigen, essencial per a la fermentació aeròbica de l’àcid acètic.

### Bioreactor de llit empaquetat
El bioreactor de llit empaquetat (també anomenat bioreactor de llit fix), s'utilitza per produir enzims, produir biomassa, tractar aigües residuals i altres tractaments de bioremediació. Aquest tipus de bioreactor s'utilitza sobretot quan es necessita un suport sòlid per permetre el creixement òptim dels microorganismes, que queden immobilitzats dins l'estructura. El suport que s'utilitza pot estar fet de diversos materials, com ara carbó, ceràmica, escuma de poliuretà o fins i tot, resines sintètiques.
Els microorganismes, com ja hem dit, queden enganxats al suport i travessa l'estructura un flux de substrats i nutrients necessaris per permetre el seu creixement. Les cèl·lules adherides a la superfície del suport, mitjançant el seu metabolisme, converteixen els substrats del medi de cultiu en els productes desitjats, en aquest cas, duen a terme les fermentacions, tant l'alcohòlica com l'acètica per donar lloc al vinagre de poma.
Un dels principals avantatges d'aquest tipus de bioreactor és obtenir un sistema molt estabilitzat, ja que no hi ha microorganismes en moviment. A més, augmenta la productivitat i es facilita la recuperació dels productes obtinguts.

## Medicina i beneficis
El vinagre de poma ha estat utilitzat durant molts segles en diverses cultures com a tractament natural per a diversos malestars i com a ingredient culinari. Així doncs, la seva història d'ús en la medicina tradicional es remunta a l'antiguitat, on en algunes civilitzacions es creia que posseïa propietats beneficioses que ajudaven a millorar la digestió, la pèrdua de pes i la millora de la salut en general.
Hi ha estudis que demostren que el consum diari de vinagre de poma podria tenir efectes en la concentració de glucosa a la sang com els lípids a la diabetis de tipus 2. De fet es podria fer servir com un complement alimentari.  Pot actuar com a antihiperglucèmic, antihiperlipidèmic i antioxidant natural. El consum de vinagre de poma pot ajudar amb la placa bacteriana dental i la gingivitis, i pot ser beneficiós per a la població de nens amb paràlisi cerebral que tenen més dificultats amb la higiene bucal. Un altre dels seus beneficis és que pot intervenir en la digestió dels aliments facilitant la producció d'àcid a l'estómac, disminució del colesterol, reducció en la inflamació, reduint així el risc de patir un atac de cor. Els beneficis es podrien observar en racions diàries entre 15 i 30ml que són quantitats segures.
Per altra banda, diversos estudis volen demostrar que prendre 1-2 cullerades de vinagre de poma al dia ajudava les persones que seguien una dieta hipocalòrica a perdre pes. Però els resultats d'aquest estudi no són suficients per afirmar amb certesa aquesta teoria, doncs al ser un estudi petit amb només 39 participants i un seguiment limitat de 12 setmanes, hi ha diverses limitacions importants, de les quals, podem destacar que ens trobàvem davant un disseny no cec, ja que els participants sabien que prenien el vinagre de poma, aquest fet podria haver influït en els seus hàbits alimentaris o d'exercici per l'efecte placebo. Per altra banda, en aquest estudi es desconeixia la dieta exacta o la quantitat d'exercici que feia cada persona, cosa que complica l'estudi. Finalment, hem de tenir en compte que hauria estat una investigació de major envergadura si aquest hagués sigut més ampli (més persones estudiades) i en un temps d'estudi amb una durada més llarga.
El vinagre de poma és un aliment fermentat amb efecte probiòtic útil per a la gent que vol consumir probiòtics i que no vol consumir productes lactis com el quefir, és de l'estil del kimchi.
La majoria de les investigacions realitzades fins ara són de petit abast o amb limitacions en el disseny, cosa que fa que els resultats no siguin concloents, de manera que no hi ha evidències suficients per fer afirmacions clares.

## Reaccions adverses
Tot i que l'ús oral de petites quantitats de vinagre de poma es considera segur, la ingesta de vinagre de poma en forma de pastilla constitueix un risc de lesions als teixits tous de la boca, la gola, l'estómac i els ronyons.  La irritació i l'enrogiment són comuns quan els ulls entren en contacte amb el vinagre, i es pot produir lesió corneal. L'ús del vinagre com a medicació tòpica, solució per netejar els oïts o el rentat d'ulls és perillós. Les persones amb al·lèrgies a les pomes poden experimentar reaccions adverses al vinagre de poma. L'ús tòpic del vinagre de poma per tractar malalties de la pell pot causar cremades.
Tot i poder remoure la placa dental, pot ser perillós sobretot el consum diari sense diluir i sense rentat posterior de les dents, perquè aquests poden acabar sent erosionats i desgastats per l'àcid, donant problemes de sensibilitat.
Per altra banda, també podem destacar que l'ús de vinagre de poma en grans quantitats durant un període prolongat pot disminuir els nivells de potassi de l'organisme. Els nivells baixos de potassi poden afectar els sistemes elèctrics del sistema nerviós i del cor, així doncs, provocant problemes de senyalització. Hem de tenir en compte que en casos extrems, la hipopotasèmia severa pot desencadenar un ritme cardíac irregular (arrítmia).
Aquest vinagre pot reaccionar amb certs medicaments (alguns d'ells subjectes a recepta) com la digoxina (un tipus de laxant), la insulina, o amb medicaments diürètics podent baixar els nivells de potassi al cos. També amb medicaments antidiabètics, baixant massa el sucre a la sang. Estudis demostren com a desavantatge per als pacients diagnosticats amb diabetis mellitus insulinodependents i gastroparèsia que el consum d'aquest producte dificulta la possibilitat de regular-ne la glucosa a la sang, ja que han d'ajustar les seves dosis d'insulina.
Així mateix hi ha interaccions amb herbes i suplements com la cua de cavall, herbes laxants estimulants, herbes amb glucòsids cardíacs (lliri de les valls, baladre o elèbor negre entre altres) o la regalèssia que també provoquen una baixada de potassi corporal, o suplements que ajudin a reduir el sucre a la sang com el meló amarg, l'àloe o la canyella casia, ja que es podria baixar el sucre en sang molt.
Un altre dels usos del vinagre és el de condiment alimentari, no obstant certes persones de la població així com les embarassades o les dones que alleten els seus fills pot resultar perillós.
Una reacció química potencialment perillosa és la barreja del vinagre amb el clor, ja que es pot formar un gas que irrita la pell i els conductes respiratoris i bucals. 

## Controls i brots
El vinagre de poma no pasteurizat ha estat relacionat amb diferents brots d´infecció alimentària causats per Escherichia coli, Salmonella i Hepatitis A. Un dels riscs associats al vinagre de poma no pasteuritzat és que aquest es produeixi en una zona que estigui en contacte amb excrements d'animals, així doncs, l'aliment és contaminat si les fruites no es netegen adequadament o si s'utilitza aigua contaminada amb aquests patògens.
El risc d' infeccions alimentàries augmenta quan el vinagre o qualsevol altre suc no ha estat pasteuritzat. Hem de tenir en compte que la pasteurització és un procés de tractament tèrmic en qual els aliments (principalment llet i sucs) s' escalfen a una temperatura concreta durant un temps determinat (pocs segons en aquest cas) per destruir els patògens. En el cas dels sucs de fruita (pH baix), que són la matèria primera per a la producció de vinagres, l'interval de temperatura habitual és d'entre 72 °C i 75 °C durant uns 15 minuts (és el que anomenem com a pasteurització a alta temperatura i curt temps, o bé, HTST).
Organismes de salut, com la FDA, Food and Drug Administration, recomana als consumidors evitar el consum de productes no pasteuritzats, especialment en mercats d'agricultors o en qualsevol altre lloc on no es pugui garantir un tractament correcte del producte.
Cal anar amb compte amb el producte, ja que en alguns casos s'han detectat floridures i llevats, fins i tot quan el vinagre de poma havia estat qualificat com a lliure de llevats, tal com indica l'etiqueta del producte.

## Usos
El vinagre de poma és àmpliament utilitzat. Es pot trobar en sectors d'estètica, culinaris, de neteja o fins i tot mèdics.

### Usos cosmètics
El vinagre de poma té alguns usos cosmètics com la cura del cabell, doncs s’utilitza com a esbandida final per donar brillantor, ja que dins de les seves propietats, podem destacar que ajuda a equilibrar el pH del cuir cabellut i a combatre la caspa.
Per altra banda, podem tenir en compte la cura de l'epidermis, doncs el vinagre de poma es pot utilitzar com a tractament de l'acné lleu, ja que és útil gràcies a les seves propietats astringents, que principalment contribueixen a netejar els porus del teixit dèrmic facial. Per altra banda, també s’aplica en els peus per suavitzar la dermis i apaivagar les durícies.
Encara que no és molt usat encara, també pot tenir importància en l'aplicació en locions antiedat i anticel·lulitis. Gràcies a la seva aportació en vitamina C i als seus compostos fenòlics que poden reemplaçar els ingredients artificials creant un producte barat i més natural de fàcil incorporació. Això sí, sempre dins un màxim de concentració, ja que si no pot resultar perjudicial i irritar la pell.

### Usos culinaris
El vinagre de poma té una gran versatilitat a les cuines, ja que es pot utilitzar en una gran varietat de plats. Principalment s'utilitza per condimentar amanides, però també per marinar carns ja que ajuda a millorar les seves textures i proporcionar un sabor agradable.
En menor mesura, també s'utilitza aquest tipus de vinagre per complementar algunes begudes, com ara llimonades i tes, proporcionant-los un gust àcid i fresc.
També, activa el bicarbonat en productes fornejats, com ara el pa de pessic, augmentant la seva esponjositat. A més realça els sabors d´alguns dolços, especialment quan es combina amb ingredients com la mel o el sucre.
A la gastronomia catalana es pot fer servir el vinagre de poma com a ingredient de la salsa romesco, emprada típicament per consumir amb calçots.

### Altres usos
A medicina, s'utilitza com un agent antimicrobià, ja que és eficaç amb bacteris com Staphylococcus aureus, Escherichia coli, i Candida albicans. Aquest efecte té resultat a diferents concentracions del vinagre. Aquest té propietats antimicrobianes a concentracions baixes (1-5%) contra alguns enterobacteris potencialment patògens com E. coli i Salmonella, malgrat que és molt menys eficaç que altres desinfectants com ara l'alcohol o el clor. A concentracions més altes (10-20%), el seu efecte antimicrobià és molt més potent, però pot causar irritacions.
També es pot fer servir com a relaxant muscular si s'aplica en forma de loció, o com a remei a les males olors a les aixelles provocades per la suor.
Així mateix, pot ser efectiu en l'ocupació com a conservant natural juntament amb l'àcid cítric i l'orenga. No es tractaria d'un producte artificial, i s'ha demostrat que quasi no afecta a les característiques organolèptiques del seu ús al pa de muffin.
Finalment, s'inclou el vinagre de poma com a producte d´ús domèstic, ja que és un bon netejador natural, és ideal per eliminar greixos i brutícia de superfícies de cuina, banys i electrodomèstics. També és un bon desodoritzant, eliminador de floridura, abrillantador de vidres i és una bona alternativa com a suavitzant de roba. També actua com a repel·lent d’insectes i ajuda a eliminar calç i òxid en superfícies. És una alternativa ecològica i no tòxica per a moltes tasques domèstiques.